# Adam Marttinen
Adam Erik Marttinen, född 19 oktober 1983 i Klosters församling i Eskilstuna, är en svensk politiker (sverigedemokrat). Han är ordinarie riksdagsledamot sedan 2014, invald för Södermanlands läns valkrets sedan 2018 (dessförinnan Stockholms kommuns valkrets 2014–2018). Marttinen var tjänstgörande ersättare i riksdagen maj–augusti 2013 för Västmanlands läns valkrets.
I riksdagen är han ledamot i justitieutskottet sedan 2014 och suppleant i EU-nämnden. Han är ordförande för delegationen till den gemensamma parlamentariska kontrollgruppen för Europol sedan 2022. Han var mellan 2014 och 2021 Sverigedemokraternas rättspolitiska talesperson.
Marttinen är ledamot av kommunfullmäktige i Eskilstuna kommun och han har varit Sverigedemokraternas gruppledare i landstingsfullmäktige i Södermanlands läns landsting. Marttinen har också varit nämndeman i Eskilstuna tingsrätt.